# Joop Rühl
Johannes (Joop) Rühl (Assen, 20 oktober 1916 - 1986) was een Nederlandse golfprofessional.

## Professional
Op 20-jarige leeftijd wordt Rühl professional op de Rosendaelsche Golfclub, in die tijd een kleine club met negen holes en negentig leden. Als de oorlog uitbreekt wordt hij ontslagen, maar in 1941 mag hij gaan lesgeven op de Hilversumsche Golf Club. In die jaren heeft hij ook tijd om zelf te spelen. Zo wint hij het Nationaal Open, het prof-kampioenschap , de Twente Cup en het Open op de Eindhovensche Golf.
In 1948 verlaat hij de Hilversumsche en stopt hij met het spelen van wedstrijden. Hij wordt pro op de Kennemer, waar hij tot zijn pensioen in 1981 blijft.

### Gewonnen
- 1937: Nationaal Open
- 1940: Twente Cup
- 1941: Twente Cup, Nationaal Open, prof-kampioenschap
- 1942: Twente Cup
- 1946: Twente Cup[1], Nationaal Open
- 1947: Dutch Open[2]
- 1950: Twente Cup
- 1952: Twente Cup